# Titi Roca
Josep Maria Roca i Bigas más conocido como Titi Roca (Vich, Barcelona, 12 de mayo de 1981) es un exjugador español de hockey patines, internacional absoluto con España y Cataluña, que ocupaba la demarcación de delantero. Después de retirarse ha ejercido de concejal en el ayuntamiento de Vich.

## Trayectoria
Como jugador va a disputar toda su carrera deportiva en el Club Pati Vic. Debuta en el primer equipo en la temporada 1998-99 y se va retirar, siendo capitán del equipo, una vez terminada la temporada 2014-15.  

## Palmarés selección española
- 3 Campeonatos del Mundo "A"  (2007, 2009, 2011)
- 3 Campeonatos de Europa (2006, 2008, 2010)